# C.O.P.S. (serie animada de televisión)
C.O.P.S. (Comando Organizado de Policías Superiores) es una serie de animación creada por DiC Entertainment en asociación con y distribuida por Claster Television Inc. y Celebrity Home Entertainment.
La serie, se emitió entre 1988 y 1989, y tenía por lema: "combatiendo el crimen en un tiempo futuro, protegiendo Ciudad Imperio del Gran Jefe y su banda de delincuentes". Cada personaje posee un aspecto totalmente diferente al de los juguetes, la serie humorística o el programa para adultos del mismo nombre.

## Resumen
La serie transcurre en el año 2020, en la Ciudad Imperio (Empire City), una megalópolis asediada por el crimen organizado. Brandon El Jefe Babel, junto con sus hombres, mantienen la ciudad bajo su control y el departamento de policía de Ciudad Imperio no puede evitarlo. Como último recurso, el alcalde Davis envía al agente especial Baldwin P. Vess (nombre en clave: Antibalas) para derrotarlo. Sin embargo, Antibalas sufre una serie de lesiones a manos de los secuaces del Jefe que le obligan a ingresar en el hospital, donde le implantan un torso cibernético resistente a las balas.
Mientras permanece internado, Antibalas envía al oficial de policía P. J. O'Malley (nombre en clave: Lancero) y al cadete Donny (nombre en clave: Acorazado) a reclutar a los mejores hombres de la ley de todo el país. Con estos hombres y mujeres —incluyendo a Saeta, Computadora, Lancero, Cazador y Relámpago, Vaquero, Acorazado, Linda, Astuto, Maza y Barricada— se forma un equipo que será «la mejor agencia para la aplicación de la ley en el país». Antibalas se convierte así en el fundador y el comandante del COPS, el único equipo capaz de desbaratar los planes maléficos del Jefe y su banda.

## La serie
Cada episodio comienza y finaliza con un dossier narrado por Anti-balas, y concluía repitiendo el número de archivo y el título, añadiendo la coletilla "caso cerrado" y el sello del C.O.P.S., estampado sobre el archivo. Las dos únicas excepciones son las primeras partes de cada uno de los episodios divididos llamados "El Caso del Plan Maestro del Jefe" y "El Caso del C.O.P.S. Archivo #1", donde la conclusión del episodio está marcada con un "continuará".
En la serie, los miembros del C.O.P.S. gritaban con frecuencia "¡Es hora de combatir el crimen!" como conjura antes de detener a los delincuentes y resolver una situación. En cambio, los ladrones solían gritar "¡Ah del Crimen que pierde!" cada vez que iban a cometer una nueva fechoría.
La serie tenía un estilo artístico único que se mantuvo con el paso del tiempo. Mientras que los modelos de los personajes seguían por lo general los de la propia DiC, los villanos (con la excepción de Nightshade) fueron dotados de expresiones faciales exageradas, hasta el punto de asemejarlos más a 'monigotes' de cartoon animados. Por ejemplo, Squeaky Kleen tenía una gran cabeza redonda con una nariz muy larga, Rock Crusher recordaba a varios hombres musculosos y calvos de las viejas historietas de la Warner Bros., y Buttons McBoomBoom tenía una cara estirada con los ojos amarillos. Estas características los distinguían de los ciudadanos comunes y los miembros de C.O.P.S., dibujados en forma tradicional. En la línea de juguetes se mantuvieron las caras normales, inclusive las de los villanos.
La banda sonora de la serie fue creada por Shuki Levy, autor de las partituras de series populares como The Real Ghostbusters, M.A.S.K. o X-Men, y de las versiones en inglés de Dragon Ball Z, Digimon o Mighty Morphin Power Rangers. El tema principal de C.O.P.S. lo creó Haim Saban (también creador de la serie de los Power Rangers), y contó con la voz de Nick Carr en su interpretación.
La serie se convirtió en un hit, tanto en menores como adultos. Se realizaron un total de 66 episodios. Luego fue relanzada durante las reposiciones de la CBS en 1993 y fue renombrada CyberCOPS para evitar confusiones con el programa para adultos del mismo nombre, que por aquel entonces comenzó a adquirir popularidad.

## Personajes de la serie

### C.O.P.S.
- Baldwin P. Vess "Antibalas"
- Lancero
- Maza
- Vaquero
- Cazador y Relámpago
- Acorazado
- Linda
- Astuto
- Barricada
- Saeta
- Computadora

### Delincuentes
- El Jefe
- Rabioso
- Demoledor
- Mrs. Desdén
- Turbo Dos-Tonos
- Doctor Maldades
- Noctámbula
- Coco Limpio

### Secundarios
- Alcalde Davis
- Juez Davis
- Comisión Highwaters
- Whitney Morgan con Beamer
- Brian O'Malley (hijo de Lancero)
- Linda O'Malley (esposa de Lancero)
- Mickey O'Malley (padre De Lancero)
- Johnny Yuma (C.O.P.S.)
- Momma Grande (Madre de El Jefe)
- Presidente de Estados Unidos (mujer afroamericana)
- The Bugman y Gaylord
- Suds Sparko
- Brannigan
- Shifty, El Androide Forma-Que cambia de puesto
- Príncipe Baddin
- Nancy y Kathleen (hermana de Nightshade)
- Grasiento
- Vargas y máquinas instantáneas de la justicia
- Samantha
- Capitán Crimefighter
- Mal Individuo Del Bebé
- Addictem
- Inspector Yukon
- Agente Belson (FBI)
- Rodador De Jammie (Artista Con)
- Mukluk

## Recepción
Hal Erickson, autor de Television Cartoon Shows, An Illustrated Encyclopedia declaró que "C.O.P.S. tenía potencial, aunque fue un potencial no realizado por el desalentadoramente plano estilo de animación." Erickson notó que C.O.P.S. "dio con un robusto revestimiento interior de sátira social" como los intentos del Alcalde Davis de cortar presupuesto que inadvertidamente ayudarían a la causa del villano. IGN le dio a la serie un 3 sobre 10, declarando que "para apreciar plenamente esta serie uno debe tener una tolerancia por la torpe y mecánica animación (del tipo que dice "En realidad no gastamos mucho dinero en ella") y un amor por la acción al estilo de los 80s"; y que "ofrece muy poco en términos de desarrollo de personaje. Digo, todo lo que cualquier niño debe saber es que los C.O.P.S. son los buenos y Big Boss y su pandilla son los malos. Más allá de eso, la caricatura ofrece un elemento a considerar: su énfasis en los artilugios."